# آورو ۵۴۷
آورو ۵۴۷ (به انگلیسی: Avro 547) یک هواپیمای ساختِ کارخانهٔ آورو در کشور بریتانیا است. نخستین استفاده‌کنندهٔ این هواپیما کانتاس بوده‌است. این هواپیما در ۱۹۲۰ میلادی نخستین پرواز خود را انجام داد.